# Maxillaria calantha
Maxillaria calantha är en orkidéart som beskrevs av Rudolf Schlechter. Maxillaria calantha ingår i släktet Maxillaria och familjen orkidéer. Inga underarter finns listade i Catalogue of Life.